# Žitková
Žitková är en ort i Tjeckien.   Den ligger i regionen Zlín, i den östra delen av landet, 280 km öster om huvudstaden Prag. Žitková ligger 594 meter över havet och antalet invånare är 203.
Terrängen runt Žitková är lite kuperad.Runt Žitková är det ganska tätbefolkat, med 90 invånare per kvadratkilometer. Närmaste större samhälle är Uherský Brod, 17,7 km väster om Žitková. I omgivningarna runt Žitková växer i huvudsak blandskog.